# Lipinki (powiat kozienicki)
Lipinki (do 14 lutego 2002 Grabowska Wola-Lipinki) – wieś sołecka w Polsce położona w województwie mazowieckim, w powiecie kozienickim, w gminie Grabów nad Pilicą.
| SIMC    | Nazwa      | Rodzaj    |
| ------- | ---------- | --------- |
| 0621765 | Wyględówka | część wsi |

W latach 1975–1998 miejscowość należała administracyjnie do województwa radomskiego. 15 lutego 2002 nastąpiła zmiana nazwy z Grabowska Wola-Lipinki na Lipinki.
Wierni kościoła rzymskokatolickiego należą do parafii Świętej Trójcy w Grabowie nad Pilicą.